# Lesléa Newman

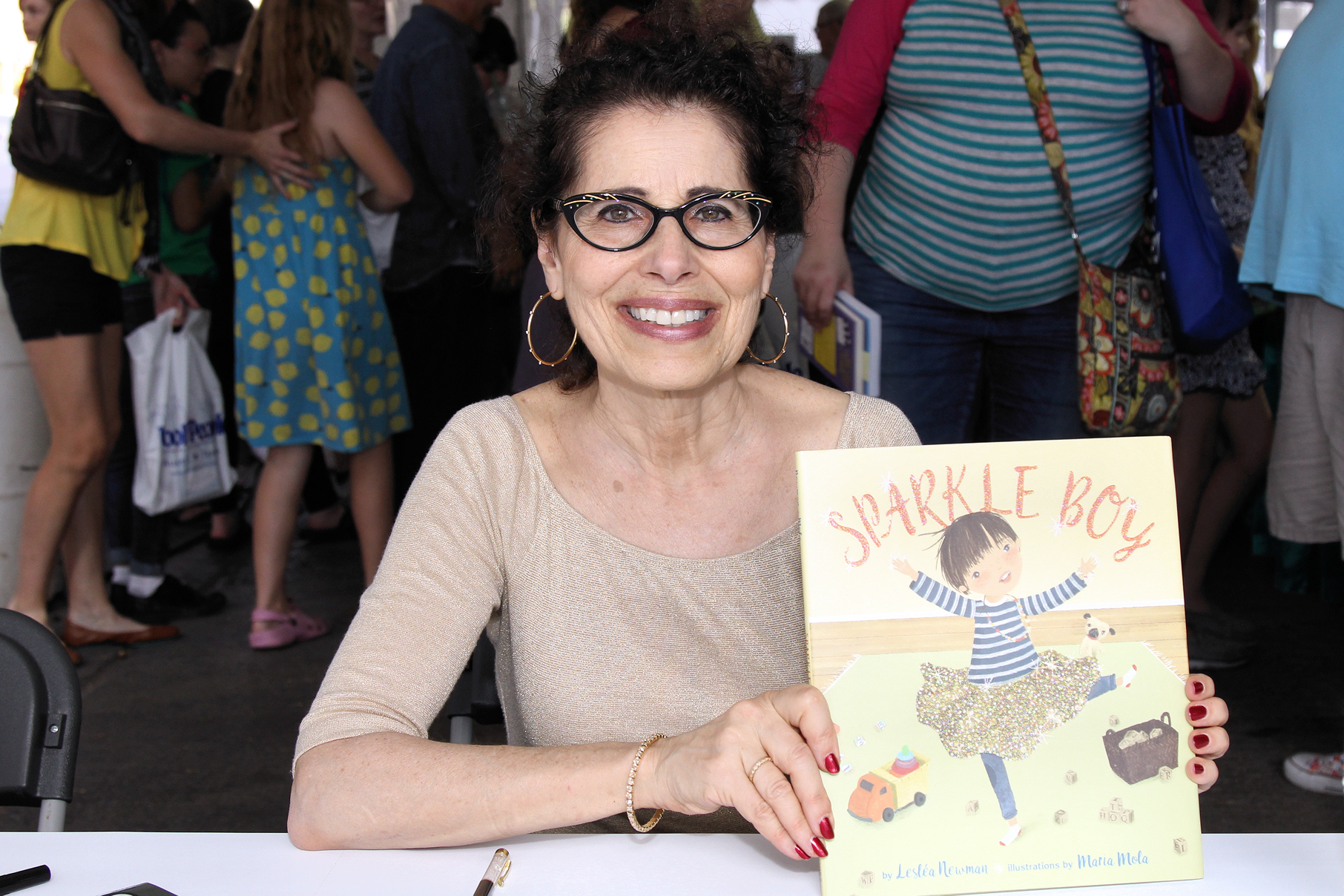
Newman at the 2017 Texas Book Festival

Lesléa Newman (* 1955 in Brooklyn, New York) ist eine US-amerikanische Autorin.
Newman hat bisher über 40 Bücher geschrieben. Sie lebt offen lesbisch und ist eine Vertreterin des Feminismus. Zu den Themen ihrer Bücher gehören ihr Leben als Jüdin, die Themen Body Image und Essstörungen, lesbisches Leben, Regenbogenfamilien und ihre Geschlechterrolle als Femme.
Sie erhielt als Literaturauszeichnung den Massachusetts Artists Fellowship in Poesie und den James Baldwin Preis. Vier ihrer Bücher waren Finalisten des Lambda Literary Award.

## Werke (Auswahl)
- Heather Has Two Mommies
- Every Woman's Dream. ISBN 0-934678-62-6
- The Femme Mystique. ISBN 1-55583-255-5
- Out of the Closet and Nothing to Wear
- My Lover is a Woman: Contemporary Lesbian Love Poems
- Pillow Talk. ISBN 1-55583-419-1
- "Hachiko Waits".